# Maria von Nassau
Maria von Nassau (* 18. März 1539 in Dillenburg; † 28. Mai 1599 auf Schloss Ulft) war Gräfin von Nassau, Katzenelnbogen, Vianden und Diez.

## Leben
Maria war eine Tochter von Wilhelm von Nassau (1487–1559) und Juliana zu Stolberg (1506–1580).

## Ehe und Nachkommen
Maria heiratete am 11. November 1556 auf Schloss Moers Wilhelm IV. von dem Bergh (1537–1586), ältester Sohn von Oswald II. von dem Bergh (1508–1546). Sie hatten folgende Nachkommen:
- Magdalena (* 1. August 1557 auf Huis Bergh in ’s-Heerenberg; † 25. Mai 1579)
- Hermann (* 2. August 1558 in ’s-Heerenberg; † 12. August 1611 in Spa)

⚭ Februar 1599 in Wouw mit Maria Mencia von Wittem, Markgräfin von Bergen op Zoom (1581–1613), Tochter von Johann von Witthem
- Friedrich (* 18. August 1559 in ’s-Heerenberg; † 3. September 1618 in Boxmeer)

⚭ 8. Februar 1601 mit Françoise, Baronin von Renty (1583–1629), Tochter von Eustache de Ravanel
- Maria (* 1560 in ’s-Heerenberg)
- Oswald (* 16. Juni 1561 in ’s-Heerenberg; † 27. Januar 1586 bei der Schlacht bei Boksum)
- Wilhelmina (* 7. Juli 1562 in ’s-Heerenberg; † 15. November 1591 in Ulft)
- Elisabeth (* 31. Dezember 1563 in ’s-Heerenberg; † um 1572 in Köln)
- Joost (* 25. Januar 1565 in ’s-Heerenberg; † 8. August 1600)
- Ludwig (* 1. November 1572 in Köln; † 19. Juni 1592 bei der Belagerung von Steenwijk)
- Heinrich (* 1573 in Bremen; † 22. Mai 1638 in Zutphen)

⚭ 4. März 1612 in Wouw mit Margaretha (1580–1627), Tochter von Johann von Witthem
⚭ 1629 mit Hiëronyma Catharina von Spaur-Flavon (1600–1683), Tochter von George Frederik von Spaur-Flavon
- Adam (* 1575 in Köln; † 7. November 1590 in Groningen) x
- Adolf (* 1576 in Kampen; † 25. Mai 1609 in ’s-Hertogenbosch) x
- Catharina (* 1578 in ’s-Heerenberg; † 19. Oktober 1640 in Culemborg)

⚭ 4. März 1601 mit Floris II. (1577–1639), Sohn von Floris I. von Pallandt
- Anna (* 1579 in ’s-Heerenberg; † 17. August 1630 in Echt)
- Juliana (* 1580 in ’s-Heerenberg; † 15. November 1591 in Ulft)
- Elisabeth (* 1581 in ’s-Heerenberg; † 12. Januar 1614 in Essen)
- Charlotte (* 1582 in ’s-Heerenberg; † 2. November 1631)